# 尹东
尹东（1987年8月—），内蒙古乌拉特前旗人，汉族，中国共产党党员。中国人民解放军火箭军军官、第十三届全国人民代表大会解放军和武警部队代表。

## 生平
2018年，尹东被选为解放军和武警部队出席第十三届全国人民代表大会代表。2022年时，担任中国人民解放军火箭军某部参谋。